# Njurba
Njurba (russisch Нюрба, jakutisch Ньурба) ist eine Kleinstadt in der Republik Sacha (Jakutien) (Russland) mit 10.157 Einwohnern (Stand 14. Oktober 2010).

## Geographie
Die Stadt liegt in der Mitteljakutischen Niederung, etwa 850 km nordwestlich der Republikshauptstadt Jakutsk, am Fluss Wiljui, einem linken Nebenfluss der Lena. Das Klima ist kontinental.
Die Stadt Njurba ist der Republik administrativ direkt unterstellt und zugleich Verwaltungszentrum des gleichnamigen Rajons (Ulus).
Njurba besitzt einen Flughafen und eine Anlegestelle am Wiljui.

## Geschichte
Ein Ort an Stelle der heutigen Stadt ist seit Mitte des 18. Jahrhunderts bekannt. Die moderne Siedlung entstand ab 1930. In den 1950er Jahren wurde sie zur Basis für die Erkundung der westjakutischen Diamantenvorkommen. 1958 erhielt der Ort den Status einer Siedlung städtischen Typs und 1998 Stadtrecht.

### Bevölkerungsentwicklung
| Jahr | Einwohner |
| ---- | --------- |
| 1939 | 1.962     |
| 1959 | 6.612     |
| 1970 | 10.044    |
| 1979 | 10.580    |
| 1989 | 11.934    |
| 2002 | 10.309    |
| 2010 | 10.157    |

Anmerkung: Volkszählungsdaten

## Kultur und Sehenswürdigkeiten
In Njurba gibt es seit 1978 ein Museum der Völkerfreundschaft genanntes Geschichts- und Heimatmuseum.

## Wirtschaft
Der staatliche russische Diamantenkonzern Alrosa unterhält in Njurba eine Diamantenschleiferei. Der Ort ist regionaler Verkehrs- und Versorgungsstützpunkt (u. a. mit Treibstofflager). Daneben gibt es Lebensmittel- und Leichtindustrie, in der Umgebung Landwirtschaft.